# マクロスアルティメットフロンティア
『マクロスアルティメットフロンティア』 (MACROSS ULTIMATE FRONTIER) は、2009年10月1日に発売されたPlayStation Portable（PSP）用のコンピュータゲーム。マクロスシリーズを題材にした3Dアクションシューティング『マクロスエースフロンティア』の続編。イニシャルを取って「MUF」と略される。
パッケージイラストは前作に引き続き天神英貴が手がけており、VF-25Fアーマードパック装備、VF-27、VF-19改サウンドブースター装備、VF-1Sストライクパック装備、YF-19、YF-21、VF-0、SV-51といった歴代の可変戦闘機とマクロス・クォーターが描かれている。

## 概要
本作は2008年10月9日に発売され、17万本を売り上げた『マクロスエースフロンティア』の続編である。可変戦闘機バルキリーの3段変形と板野サーカスを再現したミサイルアクションなどは前作を継承しつつ新キャラクターや新メカ、新ミッションが多数追加されており、ゲームシステムや演出も強化されている。続編と言っても前作のストーリーの続きから始まるわけではなく、7作のマクロス作品のそれぞれ最初から終わりまで収録されている。言わば前作を大きく拡張した作品であるため、本作からプレイを始めても支障は無い。
扱われている作品は前作にも登場した『超時空要塞マクロス』『超時空要塞マクロス 愛・おぼえていますか』『マクロスプラス』『マクロス7』『マクロスF』『マクロス ゼロ』に加え、OVAから『超時空要塞マクロス Flash Back 2012』『超時空要塞マクロスII -LOVERS AGAIN-』『マクロス ダイナマイト7』が、ゲームから『マクロス VF-X2』『マクロスM3』が追加されて全11作品となっている。
主題歌はFire Bomberの新曲「Burning Fire」。挿入歌として新たに「星間飛行」「ノーザンクロス」「DYNAMITE EXPLOSION」「2億年前のように静かだね」といった楽曲が収録されている。前作にも収録された「愛・おぼえていますか」「突撃ラブハート」「ライオン」などを含め原作に登場した楽曲は全20曲となっている。さらにメモリースティックDuo内に収録された音楽ファイルをゲーム中のBGMとして流すことのできるカスタムサウンドトラック機能も追加されている。
演出面の強化もなされている。そのためボイスも大量に追加されており、登場人物同士の会話が増えている。原作のシチュエーションを追体験できる「クロニクルモード」や非戦闘キャラクターである「サポートキャラ」の追加なども挙げられる。また、ゲーム初心者のために操作の説明を行うチュートリアルモードでは、『マクロスF』のヒロインであるランカとシェリルが進行役となっている。
前作同様PSPの無線LAN通信（アドホックモード）に対応しており、2人で協力してミッションを進めたり、最大4人での対戦も可能。アドホック・パーティーにも対応しておりPlayStation 3を使用すればインターネットを通じて遠く離れたユーザーとの同時プレイも可能。丁寧な作りとボリュームが評価され『週刊ファミ通』のクロスレビューではゴールド殿堂入りした。2011年1月13日には「PSP the Best」として廉価版がリリースされた。
続編として『マクロストライアングルフロンティア』が2011年2月3日に発売された。

### 超時空娘々パック
『劇場版マクロスF～イツワリノウタヒメ～』（2009年11月21日公開）を記念した特別版「超時空娘々パック（ちょうじくうにゃんにゃんパック）」も通常版と同時に発売された。こちらは河森正治監督のインタビューや歴代マクロスシリーズのオープニング、エンディング、プロモーション映像などの特典映像を2時間以上を収録したUMD VIDEOを加えた2枚組となっている。なお、2009年12月までの期間限定生産。詳細な収録内容は以下の通り。
- 歴代のバルキリーが登場する新規CGムービー
- マクロスシリーズのオープニング映像集
- マクロスシリーズのエンディング映像集
- 劇場版、OVAの特報映像集
- 超時空劇場〜クランちゃん篇
- 中島愛の劇場版マクロスF製作スタッフインタビュー
- 河森正治、氷川竜介対談
- 河森正治、宮武一貴対談
- Fire Bomber特別コメント
- マクロスアルティメットフロンティア　プロモーション映像

パッケージは美樹本晴彦による描き下ろし。ミンメイ、ランカ、シェリル、ミレーヌ、サラ、マオ、シャロン、イシュタルといった歴代ヒロインが描かれている。発売前は天神英貴が描いた通常版と同じバルキリーのイラストのパッケージが仮イメージとして発表されていたが、後に正式パッケージイラストが公開された。
なお、CEROの審査による購入対象の年齢は通常版がA（全年齢対象）であるのに対し、超時空パックはC（15歳以上対象）となっている。これは特典UMDの内容によるもので、本編のゲームディスクの内容は通常版と同じである。発売前から予約が殺到し、発売と同時に完売となる店が続出した。

## ストーリー
西暦1999年、地球に異星人の巨大宇宙船が落下した。「マクロス」と名づけられたその宇宙船からは重力制御、超空間跳躍航法「フォールド」、超光速通信「フォールド通信」、ピンポイントバリアなどのさまざまなオーバーテクノロジーがもたらされた。これにより地球人類は本格的な宇宙進出が可能になったのだが、やがて異星人や未知の宇宙生物との戦いが勃発する。
- 2008年 異星人の遺産「鳥の人」を巡り地球統合軍と反統合同盟がマヤン島で激突する。（『マクロス ゼロ』）
- 2009年 地球人とゼントラーディ軍の間で「第一次星間大戦」勃発。（『超時空要塞マクロス』）
- 2040年 次世代可変戦闘機「YF-19」と「YF-21」が惑星エデンでコンペティションを行う。（『マクロスプラス』）
- 2045年 マクロス7船団をバロータ軍が襲撃し「バロータ戦役」勃発。（『マクロス7』）
- 2047年 熱気バサラが惑星ゾラで銀河クジラと遭遇する。（『マクロス ダイナマイト7』）
- 2050年 特務部隊VF-Xレイヴンズと反統合政府組織ビンディランスとの抗争勃発。（『マクロス VF-X2』）
- 2059年 マクロスフロンティア船団を宇宙生物バジュラの大群が襲撃する。（『マクロスF』）
- 2090年 マルドゥーク軍が地球に襲来。（『超時空要塞マクロスII』）

プレイヤーは一人のパイロットとして、これらの戦いに参加する。そして他のパイロットや歌姫たちと出会い、絆を育んでゆくことになる。

## ゲームシステム

### 新システム
サポートキャラ
自分が操る機体に乗る「プレイヤーキャラ」、CPUが操る機体に乗る「パートナーキャラ」に加え、「サポートキャラ」を設定できるようになっている。「サポートキャラ」は直接戦闘には参加しないが「スキル」 を使用することで、様々な特殊効果を発動できる。例えば、ミュン（マクロスプラスのヒロイン）のスキル「VOICES」を発動するとプレイヤーと友軍のHPが徐々に回復する効果がある。ミンメイ、シェリル、ランカ、サラなど歴代のヒロインはこのような「サポートキャラ」として登場する。なお、スキルには自動的に効果が発揮されるオートスキルとSPゲージを一定量消費して○+×ボタンで発動するコマンドスキルをそれぞれ1つずつ選択できる。
アンチミサイルアクション
敵機のミサイルにロックオンされるとミサイルの接近する方向が小さな三角形の「ミサイルマーカー」として表示される。この時にアンチミサイルアクション（□+×ボタン）を取ることで、ファイター（戦闘機）形態時はフレアを射出しミサイルを回避し、バトロイド（人型）/ガウォーク（鳥人）形態時は主兵装（大型ユニットはバリア）でミサイルを撃ち落とすことができる。アンチミサイルアクションは画面右下の「ANTI」の残弾数分行うことができ、0だと一時的に使用できなくなる。ANTIゲージは時間と共に回復する。
救助システム
前述の通り、本作ではパートナーの機体と一緒に出撃できる。パートナーの機体が撃墜された際には撃墜されたパートナー機にロックオンし、バトロイドかガウォーク状態で接近することで応急修理を行い最大HPの25％で戦線復帰させることができるようになった。救助は何度でも行うことができるが、救助を行う際は隙ができるので周囲の状況に注意する必要がある。また、マクロスなどの大型ユニットは救助できない（ただし救助のスキルを使用することでこの制約は無視できる）。
娘々ショップ
前作ではキャラクターや機体などを解禁するには特定の条件を満たす必要があった。しかし、今回は特定のミッションをクリアする以外にも、「娘々ショップ」で娘々ポイントを消費することでもキャラクターや機体を入手することができるようになっているため、アクションゲームが苦手なプレイヤーにも配慮されたシステムになっている。
リアルフライトモード
ファイター形態での操作がフライトシミュレーターと同様になるモード。オプションで従来通りのノーマルかリアルフライトかを選ぶことができる。リアルフライトモードでは視点が自機の後方からに固定されて相手の位置が分かりづらくなり、操作がやや難しいがヨーや背面飛行などこのモードでしかできない動きも可能になる上級者向けのモード。
追加装備システム
前作ではスーパーバルキリーやアーマードバルキリーなどの追加武装を装備した状態の機体は、ノーマルの機体とは別の機体として扱われていたが、今作ではノーマルの機体にオプションとしてスーパーパックやアーマードパックを装備することでスーパーバルキリーやアーマードバルキリーに換装できる。追加装備を装着すると、HP等のステータスや武装が変更される。追加装備は戦闘中でも任意でパージする事が可能。また装着方法として、どれだけダメージを受けようが装備は維持されるAタイプと、増加分のHPゲージが無くなれば強制パージされてしまうが、通常よりも強力なSPAを使用できるBタイプの2種類から選択できる。
ただし、追加装備によっては変形が制限される場合もある。例えばアーマードパックやサウンドブースター装備時はバトロイド形態固定となったり、スーパーパック装備時は地上マップでファイター形態に変形できなくなる、といったデメリットもある。
また、機体によってはAタイプが存在せずBタイプ固定のものもある。

### 前作からのシステムの主な変更点
合体SPアタック
僚機と同時にSPアタックを発動する合体SPアタックは前作でも行えたが、SPゲージの消費量が6ブロック（ゲージ2本）から、通常のSPアタックと同じ3ブロック（ゲージ1本）になった。その代わり合体SPAの攻撃力は通常のSPアタックの60％に抑えられる。なお、合体SPアタックの威力はパートナーとの友好度によって上昇する。当然ながら、僚機が撃墜されていたり出撃していない状態では使用できない。
ファイター形態の格闘の廃止
前作ではファイター（戦闘機）形態で格闘（△ボタン）を行うと突撃による格闘攻撃を行うことができたが、本作では廃止された。本作ではファイター形態で△ボタンを押すとエアブレーキをかける。
スキル発動ボタンの変更
前作ではメイン武装（□ボタン）＋ブースト（×ボタン）で発動したスキルだが、本作ではアンチミサイルアクションの登場により、ブースト（×ボタン）＋特殊武装（○ボタン）に変更された。

## 参戦作品
| 超時空要塞マクロス                      | TV     | 前作ではTV版と劇場版との混合キャンペーンだったが、本作ではTV版と劇場版はそれぞれ独立したキャンペーンが設けられている。このため、前作では描かれなかったマクロスの浮上シーンや輝とミンメイとのデートシーンなども登場する。TV版終盤のシナリオも収録されている。 |
| 超時空要塞マクロス 愛・おぼえていますか | 映画   | 前作ではTV版と劇場版との混合キャンペーンだったが、本作ではTV版と劇場版はそれぞれ独立したキャンペーンが設けられている。このため、前作では描かれなかったマクロスの浮上シーンや輝とミンメイとのデートシーンなども登場する。TV版終盤のシナリオも収録されている。 |
| 超時空要塞マクロス Flash Back 2012      | OVA    | 機体のみが新規にゲスト参戦。また、作中のキャプチャ画像が壁紙として用意されている。 |
| 超時空要塞マクロスII-LOVERS AGAIN-      | OVA    | 機体とキャラクター、ステージが新規にゲスト参戦。ミッションは本編クリア後のEXTRAミッションとして登場。 |
| マクロスプラス                          | OVA    | 前作に引き続いて登場。前作で使用不可だったゴーストが使用可能になっている。 |
| マクロス7                               | TV     | 前作に引き続いて登場。本作ではサウンドブースターを装備できるようになり、レイやビヒーダらも登場する。 |
| マクロスダイナマイト7                   | OVA    | ストーリーモードに新規参戦。 |
| マクロスVF-X2                           | ゲーム | 機体が新規にゲスト参戦。ミッションは本編クリア後のEXTRAミッションとして登場。 |
| マクロスM3                              | ゲーム | 機体のみが新規にゲスト参戦。 |
| マクロスゼロ                            | OVA    | 前作では一部の機体とミッションが登場するだけのゲスト参戦だったが、本作ではシナリオが完全収録され、それに伴いキャラクターも登場する。 |
| マクロスF                               | TV     | 前作では物語中盤「マザーズララバイ」までしか描かれなかったが、本作では第1話「クロース・エンカウンター」から最終話「アナタノオト」まで描かれる。また、シェリルやランカがサポートキャラとして参戦する。                                                        |

## 登場機体
登場機体は前作は50種類だったが、今作では大幅に追加されて合計100種類以上となっている。
『マクロスゼロ』の機体
- 戦闘機
  - TYPE-14
  - TYPE-29

- 可変戦闘機
  - VF-0S フェニックス（フォッカー機）／リアクティブアーマー装備／ゴーストブースター装備
  - VF-0D フェニックス（シン機）／リアクティブアーマー装備／ゴーストブースター装備
  - VF-0A フェニックス／リアクティブアーマー装備／ゴーストブースター装備
  - SV-51γ（ノーラ機）／ツインブースター装備
  - SV-51γ（イワノフ機）／ツインブースター装備
  - SV-51α

- デストロイド
  - ADR-03-MK-III シャイアン
  - HWR-00-Mk.I プロトタイプ・モンスター
  - オクトス

- 鳥の人

『超時空要塞マクロス』の機体
- 可変戦闘機
  - VF-1D バルキリー複座型
  - VF-1A バルキリー
  - VF-1A バルキリー（マックス機）
  - VF-1A バルキリー（柿崎機）※VF-1A バルキリー（マックス機）の色替え
  - VF-1J バルキリー（一条機）／アーマードパック装備／スーパーパック装備※アーマードパックは他のVF-1シリーズにも換装が可能。
  - VF-1J バルキリー（マックス機）／スーパーパック装備
  - VF-1J バルキリー（ミリア機）／スーパーパック装備
  - VF-1S バルキリー　ロイ・フォッカー・スペシャル／スーパーパック装備

- デストロイド
  - ADR-04-Mk.X ディフェンダー
  - MBR-07-Mk.II スパルタン
  - MBR-04-Mk-IV トマホーク
  - SDR-04-Mk.XII ファランクス
  - HWR-00-Mk.II モンスター

- SDF-1 マクロス ダイダロスタイプ
- アームド級宇宙空母
- ゼントラーディ軍
  - リガード
  - グラージ
  - ヌージャデル・ガー
  - クァドラン・ロー（TV版）※クァドラン・ロー（劇場版）の色替え
  - クァドラン・ロー（ミリア機）（TV版）※クァドラン・ロー（ミリア機）の色替え
  - ケルカリア
  - スヴァール・サラン
  - ブリタイ艦

『超時空要塞マクロス 愛・おぼえていますか』の機体
- 可変戦闘機
  - VF-1A バルキリー（一条機）／スーパーパック装備
  - VF-1A バルキリー（マックス機）／スーパーパック装備※VF-1A バルキリー（一条機）の色替え
  - VF-1A バルキリー（柿崎機）／スーパーパック装備※VF-1A バルキリー（一条機）の色替え
  - VT-1 スーパーオストリッチ
  - VF-1S バルキリー　ロイ・フォッカー・スペシャル／ストライクパック装備
  - VF-1S バルキリー（一条機）／スーパーパック装備／ストライクパック装備
  - VF-1S バルキリー（マックス機）／スーパーパック装備／ストライクパック装備

- SDF-1 マクロス アームドタイプ
- ゼントラーディ軍
  - ヌージャデル・ガー（劇場版）
  - クァドラン・ロー（劇場版）
  - クァドラン・ロー（ミリア機）
  - クァドラン・ロー（マックス機）
  - ゴル・ボドルザー
  - ゴルグ・ガンツ・チャーツ※使用不可
  - ミリア艦※使用不可。

『超時空要塞マクロス Flash Back 2012』の機体
- VF-4 ライトニングIII

『マクロスM3』の機体
- VF-9 カットラス（マックス機）
- VF-9 カットラス（ミリア機）

『マクロスプラス』の機体
- 可変戦闘機
  - VF-11B サンダーボルト／フルアーマード
  - YF-19（イサム機）／FASTパック装備
  - YF-21（ガルド機）／FASTパック装備

- 爆撃機※使用不可。
- ドローン※使用不可。
- レーザー衛星※使用不可。
- X-9 ゴースト

『マクロス7』の機体
- 可変戦闘機
  - VF-19改 ファイヤーバルキリー／サウンドブースター装備
  - VF-11MAXL改 ミレーヌバルキリー／サウンドブースター装備
  - VF-17T改 ストームバルキリー／サウンドブースター装備
  - VF-11C サンダーボルト／FASTパック装備／フルアーマード
  - VF-17D ステルスバルキリー
  - VF-17S ステルスバルキリー（隊長機）
  - VF-17S （ミリア機）
  - VF-19F ブレイザーバルキリー
  - VF-19S ブレイザーバルキリー（ドッカー機）
  - VF-22S シュトゥルムフォーゲルII（マックス機）／FASTパック装備
  - VF-22S シュトゥルムフォーゲルII（ミリア機）／FASTパック装備

- バトル7
- バロータ軍
  - Fz-109A エルガーゾルン
  - Fz-109F エルガーゾルン（ギギル機）
  - Az-130 パンツァーゾルン
  - FBz-99G ザウバーゲラン
  - バロータ艦
  - ギギル艦
  - ゲペルニッチ艦
  - グラビル
  - ゲペルニッチ

- クァドラン・ロー（はぐれ）※クァドラン・ロー（クロレ機）の色替え
- クァドラン・ロー（クロレ機）

『マクロスダイナマイト7』の機体
- VF-19P エクスカリバー パトロール隊仕様
- 潜水服
- VF-5000T-G スターミラージュ
- VF-5000G スターミラージュ
- VF-17D ナイトメア（ライザ機）
- VA-C-3 インベーダー改
- VT-1C オストリッチ
- VF-22S シュトゥルムフォーゲルII（ガムリン機）／FASTパック装備
- 銀河クジラ※使用不可。
- 密漁団母艦※使用不可。

『マクロス VF-X2』の機体
- VF-1S バルキリー（バンローズ機）／スーパーパック装備／ストライクパック装備
- VF-19A レイヴンズ仕様／FASTパック装備
- VF-22 シュトゥルムフォーゲルII（ウィルバー機）／FASTパック装備

『マクロスF』の機体
- 可変戦闘機
  - VF-25F メサイア（アルト機）／アーマードパック装備／スーパーパック装備／最終決戦仕様／フォールドスピーカー装備
  - VF-25S メサイア（オズマ機）／アーマードパック装備／スーパーパック装備／フォールドスピーカー装備
  - VF-25G メサイア（ミハエル機）／アーマードパック装備／スーパーパック装備／フォールドスピーカー装備
  - RVF-25 メサイア（ルカ機）／スーパーパック装備
  - VF-171 ナイトメアプラス
  - VF-171EX ナイトメアプラスEX／アーマードパック装備
  - VF-171EX ナイトメアプラスEX（アルト機）／アーマードパック装備
  - RVF-171EX ナイトメアプラスEX（ルカ機）／アーマードパック装備

- クァドラン・レア
- クァドラン・レア（クラン機）
- クァドラン・レア（テムジン機）※クァドラン・レア（クラン機）の色替え
  - VB-6 ケーニッヒモンスター

- マクロス・クォーター
- バトル・フロンティア
- AIF-9V ゴーストV9
  - VF-27 ルシファー
  - VF-27 ルシファー （ブレラ機）

- バトル・ギャラクシー
- バジュラ
  - バジュラ（S）
  - バジュラ（L）
  - バジュラ繭※使用不可
  - バジュラ幼生※使用不可
  - バジュラ母艦※使用不可
  - バジュラ準女王※本作から使用不可
  - バジュラクィーン※使用不可
  - 空母級バジュラ艦※使用不可
  - バジュラ準女王母艦※使用不可

『超時空要塞マクロスII -LOVERS AGAIN-』の機体
- VF-2SS バルキリーII／スーパーアームドパック装備※ゲスト参戦
- ギガメッシュ※ゲスト参戦
- ギガメッシュ※ゲスト参戦
- ギガメッシュ（フェフ機）※ゲスト参戦
- ゼントラーディ用ワンマン戦闘ポッド※ゲスト参戦、使用不可

## 登場キャラクター
キャラクターは40人以上が登場する。カッコ内は声の出演。
『マクロス ゼロ』の人物
- 工藤シン （鈴村健一）※初登場。
- サラ・ノーム （小林沙苗）※初登場、サブパイロットのみ。。
- ロイ・フォッカー（神谷明）※本作から『ゼロ』時代の姿が追加された。
- ノーラ・ポリャンスキー （高山みなみ）※初登場。
- D.D.イワノフ （大友龍三郎）※初登場。

『超時空要塞マクロス』および『超時空要塞マクロス 愛・おぼえていますか』の人物
- 一条輝 （野島健児）
- リン・ミンメイ （飯島真理）※『エース』ではプレイヤーだったが、本作はサブパイロットとして登場。
- 早瀬未沙 （土井美加）
- ロイ・フォッカー （神谷明）
- マクシミリアン・ジーナス （速水奨）
- 柿崎速雄 （鈴木勝美）
- ミリア・ファリーナ（ミリア639）（竹田えり）※マイクローン時のパイロットスーツの色がTV版に変更された。
- カムジン・クラヴシェラ（カムジン03350）（目黒光祐）
- ブリタイ・クリダニク（ブリタイ7018）（大友龍三郎）
- ゴル・ボドルザー（ボドルザー）（市川治）

『マクロスプラス』の人物
- イサム・ダイソン （山崎たくみ）
- ガルド・ゴア・ボーマン （石塚運昇）
- ミュン・ファン・ローン （深見梨加）※初登場、サブパイロットのみ。
- シャロン・アップル

『マクロス7』の人物
- 熱気バサラ （神奈延年）
- ミレーヌ・ジーナス （櫻井智）
- レイ・ラブロック （菅原正志）※初登場。
- ビヒーダ・フィーズ※初登場。
- ガムリン木崎 （子安武人）
- マクシミリアン・ジーナス（速水奨）
- ミリア・ファリーナ・ジーナス （竹田えり）
- ギギル （西村朋紘）
- ガビル （陶山章央）
- シビル （中川亜紀子）※初登場。
- ゲペルニッチ

『マクロス ダイナマイト7』の人物
- 熱気バサラ （神奈延年）
- エルマ・ホイリー （阪口あや）※初登場、サブパイロットのみ。
- グラハム・ホイリー （中田譲治）※初登場。

『マクロスF』の人物
- 早乙女アルト （中村悠一）※顔のグラフィックが『エース』から変更された。
- ランカ・リー （中島愛）※初登場、サブパイロットのみ。
- シェリル・ノーム （遠藤綾）※初登場、サブパイロットのみ。
- ミハエル・ブラン （神谷浩史）
- ルカ・アンジェローニ （福山潤）
- オズマ・リー （小西克幸）
- クラン・クラン （豊口めぐみ）
- ジェフリー・ワイルダー （大川透）※初登場。
- ブレラ・スターン （保志総一朗）
- グレイス・オコナー （井上喜久子）※初登場、プレイヤーとしての使用は不可。

『超時空要塞マクロスII -LOVERS AGAIN-』の人物
- イシュタル （笠原弘子）※ゲスト登場、サブパイロットのみ。

### オリジナルキャラクター
オリジナルキャラクターのデザインは前作に引き続いて美樹本晴彦。前作のキャラクターに加え、新しいキャラクターも登場する。なお、パイロットキャラクターは名前と年齢を自由に変更可能。
カグラ・ユウト
声：金野潤
前作では名前がなく「パイロット男A」とされていたキャラクター。ブラウンの髪の男性。デフォルト年齢は18歳。初期スキルは鉄壁と緊急回避。ムーンアイランドでの乗機はペールグリーンのVF-25F。
シラカワ・ミユキ
声：佐々木日菜子
前作では名前がなく「パイロット女A」とされていたキャラクター。紫のストレートのロングヘアの女性。デフォルト年齢は18歳。初期スキルは緊急回避と救急箱。ムーンアイランドでの乗機はダークブルーのYF-19。
ゲイリー・マードック
声：稲田徹
前作では名前がなく「パイロット男B」とされていたキャラクター。金髪のショートヘアの男性。あごひげを蓄えている。デフォルト年齢は24歳。初期スキルはリロードとミサイル処理班。ムーンアイランドでの乗機はダークブルーのVF-22S。
ヒルダ・V・ベルゲン
声：日野未歩
前作では名前がなく「パイロット女B」とされていたキャラクター。金髪のショートヘアの女性。デフォルト年齢は26歳。初期スキルはミサイル見切りと気力充実。ムーンアイランドでの乗機はブルーのSV-51γ。
ホシムラ・ユイ
声：西野陽子
グリーンのショートヘアでピンクのパイロットスーツを着た女性パイロット。ゼントラーディの血を1/4だけ引いており、元気が取り柄。デフォルト年齢は17歳。新キャラクター。初期スキルはショックガードとサーカス飛行。EXTRAミッションの「ムーンアイランド・プラトーン」ではコードネーム「ムーンアイランド」と名付けられた特殊部隊に所属しており、その際の乗機はブルーグレーのVF-5000Gスターミラージュ。
ルイス・フェルナンド
声：早志勇紀
長髪で口ひげを生やした男性パイロット。2本の剣が交差したバンダナを巻いている。空を愛する情熱家。デフォルト年齢は31歳。新キャラクター。初期スキルは爆撃王とデストロイヤー。ムーンアイランドでの乗機はグリーンのVB-6ケーニッヒモンスター。
アキミズ・ユウ
声：こやまきみこ
前作に引き続き、今作でも登場するオペレーター。茶色の髪の女性。年齢は15から16歳。
クレア・スタンフォード
声：足立友
前作に引き続き、今作でも登場するオペレーター。ペールグリーンの髪の女性。年齢は19から20歳。
ヤマシロ・イツキ
声：古島清孝
前作に引き続き、今作でも登場するオペレーター。眼鏡をかけた黒髪の男性。年齢は24から25歳。
ピノン・コレット
声：野中藍
ピンクの髪をした少女。年齢は16歳。最年少で入隊したオペレーター。セルフレームの眼鏡をかけ、リボンをしている。大人びた口調で話すが、口は悪い。新キャラクター。

## 音楽
前述の通り、本作では20曲の原作音楽が収録されている（詳細は下表参照）。このほかゲームオリジナルの曲が21曲用意されている。サウンドは仁志田竜司、佐藤智弥、関秀平、古川典裕、安井洋介が担当している。また、一部の楽曲はイージーリスニング版も収録されている。
| 曲名                         | 歌手                                                 | 作詞                                          | 作曲       | 登場作品                   |
| ---------------------------- | ---------------------------------------------------- | --------------------------------------------- | ---------- | -------------------------- |
| 私の彼はパイロット           | リン・ミンメイ（飯島真理）                           | 阿佐茜                                        | 羽田健太郎 | 超時空要塞マクロス         |
| 愛・おぼえていますか         | リン・ミンメイ（飯島真理）                           | 安井かずみ                                    | 加藤和彦   | 愛・おぼえていますか       |
| ドッグ・ファイター           | BGM                                                  |                                               | 羽田健太郎 | 超時空要塞マクロス         |
| ゼントラディアン大要塞       | BGM                                                  |                                               | 羽田健太郎 | 超時空要塞マクロス         |
| 2億年前のように静かだね      | インスト                                             |                                               | 樫原伸彦   | 超時空要塞マクロスII       |
| INFORMATION HIGH             | シャロン・アップル（インスト）                       | DAI＆KEN＝GO→                                 | CMJK       | マクロスプラス             |
| After in the dark            | シャロン・アップル（インスト）                       |                                               | 菅野よう子 | マクロスプラス             |
| 突撃ラブハート               | FIRE BOMBER                                          | K.Inojo                                       | 河内淳貴   | マクロス7                  |
| HOLY LONELY LIGHT            | FIRE BOMBER                                          | K.Inojo                                       | 須藤英樹   | マクロス7                  |
| MY FRIENDS                   | FIRE BOMBER                                          | M.MEG                                         | 川野美紀   | マクロス7                  |
| TRY AGAIN                    | FIRE BOMBER                                          | K.Inojo、福山恭子                             | 福山芳樹   | マクロス7                  |
| DYNAMAITE EXPLOSION          | FIRE BOMBER                                          | 古屋敏之                                      | 福山芳樹   | マクロスダイナマイト7      |
| ライオン                     | シェリル・ノーム starring May'n ランカ・リー＝中島愛 | GABRIELA ROBIN                                | 菅野よう子 | マクロスF                  |
| アイモ                       | ランカ・リー（インスト）                             |                                               | 菅野よう子 | マクロスF                  |
| 射手座☆午後九時Don't be late | シェリル・ノーム starring May'n                      | 佐藤大、hàl、 マイクスギヤマ、 GABRIELA ROBIN | 菅野よう子 | マクロスF                  |
| The Target                   | BGM                                                  |                                               | 菅野よう子 | マクロスF                  |
| BATTLE FRONTIRE              | BGM                                                  |                                               | 菅野よう子 | マクロスF                  |
| インフィニティ               | シェリル・ノーム starring May'n                      | 岩里祐穂                                      | 菅野よう子 | マクロスF                  |
| ノーザンクロス               | シェリル・ノーム starring May'n                      | 岩里祐穂 GABRIELA ROBIN                       | 菅野よう子 | マクロスF                  |
| 星間飛行                     | ランカ・リー（中島愛）                               | 松本隆                                        | 菅野よう子 | マクロスF                  |
| Burning Fire                 | FIRE BOMBER                                          | カツキユーナ                                  | indy       | アルティメットフロンティア |

### カスタムサウンドトラック
新たに追加された新機能で、PSPに装着されているメモリースティックDuo内に保存されているMP3ファイルの曲をゲーム中に流すことができるというもの。歌にこだわった本作ならではの機能と言える。セットできる曲数は最大70曲。ゲーム開始時にMUSICフォルダ内に「MUF」フォルダが作成され、さらにBGM01からBGM70まで70曲分のサブフォルダが作成される。そのサブフォルダにMP3データを入れると、BGMのナンバーに対応したフォルダの曲がゲーム中に流れる。なお、カスタムサウンドをOFFにすることで本来の曲に戻すこともできる。

## 関連商品
マクロスアルティメットフロンティア　コンプリートガイド
ISBN 9784047261105
エンターブレインより2009年10月8日に発売されたゲーム攻略本。表紙は通常版のパッケージイラストと同じ天神英貴によるもの。ファミ通責任編集。全224ページ。
Re.FIRE!!
本作の主題歌「Burning Fire」を収録したFire BomberのCDアルバム。2009年10月14日発売。